# Trofeo Mundial de Rugby Juvenil 2010
El Trofeo Mundial de Rugby Juvenil 2010 fue la tercera edición del torneo que organizó la IRB (hoy World Rugby).
Se celebró en Rusia y los partidos se disputaron en los recintos de Fili Stadium y Stadium Slava de Moscú. 4 de los 8 equipos venían de descender del Campeonato Mundial de Rugby Juvenil del 2009, ya que esta división redujo la cantidad de participantes.

## Equipos participantes[4]
| - Selección juvenil de rugby de Italia - Selección juvenil de rugby de Papúa Nueva Guinea - Selección juvenil de rugby de Rumania - Selección juvenil de rugby de Uruguay | - Selección juvenil de rugby de Canadá - Selección juvenil de rugby de Japón - Selección juvenil de rugby de Rusia - Selección juvenil de rugby de Zimbabue |

## Grupo A

### Posiciones[5]
| Pos. | Equipo             | Encuentros | Encuentros | Encuentros | Encuentros | Tantos  | Tantos    | Tantos     | Puntos Bonus | Puntos Totales |
| Pos. | Equipo             | jugados    | ganados    | empatados  | perdidos   | a favor | en contra | diferencia | Puntos Bonus | Puntos Totales |
| ---- | ------------------ | ---------- | ---------- | ---------- | ---------- | ------- | --------- | ---------- | ------------ | -------------- |
| 1    | Italia             | 3          | 3          | 0          | 0          | 120     | 19        | + 101      | 2            | 14             |
| 2    | Rumania            | 3          | 2          | 0          | 1          | 70      | 54        | + 16       | 1            | 9              |
| 3    | Uruguay            | 3          | 1          | 0          | 2          | 66      | 45        | + 21       | 3            | 7              |
| 4    | Papúa Nueva Guinea | 3          | 0          | 0          | 3          | 26      | 164       | - 138      | 0            | 0              |

Nota: Se otorgan 4 puntos al equipo que gane un partido y 2 al que empate
Puntos Bonus: 1 punto por convertir 4 tries o más en un partido y 1 al equipo que pierda por no más de 7 tantos de diferencia
|  | Juega por el 1.º puesto |

|  | Juega por el 3.º puesto |

|  | Juega por el 5.º puesto |

|  | Juega por el 7.º puesto |

### Resultados

#### Primera fecha
| 18 de mayo | Italia | 74 - 0  | Papúa Nueva Guinea | Fili Stadium, Moscú |  |
|            |        | Reporte |                    |                     |  |

| 18 de mayo | Uruguay | 12 - 15 | Rumania | Slava Stadium, Moscú |  |
|            |         | Reporte |         |                      |  |

#### Segunda fecha
| 22 de mayo | Uruguay | 42 - 14 | Papúa Nueva Guinea | Fili Stadium, Moscú |  |
|            |         | Reporte |                    |                     |  |

| 22 de mayo | Italia | 30 - 7  | Rumania | Slava Stadium, Moscú |  |
|            |        | Reporte |         |                      |  |

#### Tercera fecha
| 26 de mayo | Rumania | 48 - 12 | Papúa Nueva Guinea | Fili Stadium, Moscú |  |
|            |         | Reporte |                    |                     |  |

| 26 de mayo | Italia | 16 - 12 | Uruguay | Slava Stadium, Moscú |  |
|            |        | Reporte |         |                      |  |

## Grupo B

### Posiciones
| Pos. | Equipo   | Encuentros | Encuentros | Encuentros | Encuentros | Tantos  | Tantos    | Tantos     | Puntos Bonus | Puntos Totales |
| Pos. | Equipo   | jugados    | ganados    | empatados  | perdidos   | a favor | en contra | diferencia | Puntos Bonus | Puntos Totales |
| ---- | -------- | ---------- | ---------- | ---------- | ---------- | ------- | --------- | ---------- | ------------ | -------------- |
| 1    | Japón    | 3          | 2          | 1          | 0          | 89      | 54        | + 35       | 1            | 11             |
| 2    | Rusia    | 3          | 2          | 0          | 1          | 55      | 65        | - 10       | 0            | 8              |
| 3    | Canadá   | 3          | 1          | 0          | 2          | 54      | 61        | - 7        | 1            | 5              |
| 4    | Zimbabue | 3          | 0          | 1          | 2          | 45      | 63        | - 18       | 1            | 3              |

Nota: Se otorgan 4 puntos al equipo que gane un partido y 2 al que empate
Puntos Bonus: 1 punto por convertir 4 tries o más en un partido y 1 al equipo que pierda por no más de 7 tantos de diferencia
|  | Juega por el 1.º puesto |

|  | Juega por el 3.º puesto |

|  | Juega por el 5.º puesto |

|  | Juega por el 7.º puesto |

### Resultados

#### Primera fecha
| 18 de mayo | Canadá | 22 - 6  | Zimbabue | Fili Stadium, Moscú |  |
|            |        | Reporte |          |                     |  |

| 18 de mayo | Rusia | 17 - 31 | Japón | Slava Stadium, Moscú |  |
|            |       | Reporte |       |                      |  |

#### Segunda fecha
| 22 de mayo | Japón | 20 - 20 | Zimbabue | Fili Stadium, Moscú |  |
|            |       | Reporte |          |                     |  |

| 22 de mayo | Rusia | 17 - 15 | Canadá | Slava Stadium, Moscú |  |
|            |       | Reporte |        |                      |  |

#### Tercera fecha
| 26 de mayo | Rusia | 21 - 19 | Zimbabue | Fili Stadium, Moscú |  |
|            |       | Reporte |          |                     |  |

| 26 de mayo | Canadá | 17 - 38 | Japón | Slava Stadium, Moscú |  |
|            |        | Reporte |       |                      |  |

## Finales

### 7.º puesto
| 30 de mayo | Papúa Nueva Guinea | 22 - 46 | Zimbabue | Fili Stadium, Moscú |  |
|            |                    | Reporte |          |                     |  |

### 5.º puesto
| 30 de mayo | Uruguay | 13 - 11 | Canadá | Fili Stadium, Moscú |  |
|            |         | Reporte |        |                     |  |

### 3.º puesto
| 30 de mayo | Rumania | 20 - 23 | Rusia | Slava Stadium, Moscú |  |
|            |         | Reporte |       |                      |  |

### 1.º puesto
| 30 de mayo | Italia | 36 - 7  | Japón | Slava Stadium, Moscú |  |
|            |        | Reporte |       |                      |  |

| Bandera de Italia |
| Campeón Italia    |
| Primer título     |

## Posiciones finales[7]
| Posición | Selección          |
| -------- | ------------------ |
| 1        | Italia             |
| 2        | Japón              |
| 3        | Rusia              |
| 4        | Rumania            |
| 5        | Uruguay            |
| 6        | Canadá             |
| 7        | Zimbabue           |
| 8        | Papúa Nueva Guinea |